# Salamanca Club de Fútbol UDS "B"
El Salamanca UDS “B”,es un equipo de fútbol español localizado en Salamanca, en la comunidad autónoma de Castilla y León. Fundado en 2016, es el equipo filial del Salamanca UDS, y actualmente juega en el grupo B de la Primera División Regional de Aficionados de Castilla y León.

## Historia
El Salamanca UDS B fue creado en 2016 con el nombre de Club de Fútbol Salmantino B, como equipo filial del Salamanca UDS. La categoría era inicialmente la Primera Provincial, una división por encima del primer equipo qué militaba en la  Primera Regional en aquel momento. El club conseguiría su ascenso a Tercera División en 2018. En la temporada 2021-22 se integró en la Tercera RFEF, creada ese año. Al final de dicha temporada se produjo su descenso a Primera División Regional.

## Temporadas
| Temporada | Nivel | Categoría | Pos. |
| --------- | ----- | --------- | ---- |
| 2016–17   | 6     | 1.ª Prov. | 2.º  |
| 2017–18   | 6     | 1.ª Prov. | 2.º  |
| 2018–19   | 5     | 1.ª Reg.  | 1.º  |
| 2019–20   | 4     | 3.ª       | 9.º  |
| 2020–21   | 4     | 3.ª       | 8.º  |
| 2021–22   | 5     | 3.ª RFEF  | 14.º |
| 2022–23   | 6     | 1.ª Reg.  | 11.º |

- 2 temporadas en Tercera División
- 1 temporada en Tercera División RFEF